# Chondrodactylus fitzsimonsi
Espèce
Synonymes
- Pachydactylus laevigatus fitzsimonsi Loveridge, 1947
- Pachydactylus fitzsimonsi Loveridge, 1947
- Pachydactylus laevigatus tesselatus Fitzsimons, 1938

Chondrodactylus fitzsimonsi est une espèce de geckos de la famille des Gekkonidae.

## Répartition
Cette espèce se rencontre en Angola et en Namibie. 

## Description
C'est un gecko insectivore, nocturne et terrestre.

## Étymologie
Cette espèce est nommée en l'honneur de Vivian Frederick Maynard FitzSimons.

## Taxinomie
Cette espèce a été décrite comme une sous-espèce sous le nom de Pachydactylus laevigatus tesselatus ce nom étant préoccupé, elle a été renommée Pachydactylus laevigatus fitzsimonsi. Par la suite elle élevé au rang d'espèce puis transférée dans le genre Chondrodactylus

## Publications originales
- FitzSimons, 1938 : Transvaal Museum Expedition to South-West Africa and Little Namaqualand, May to August 1937 - Reptiles and Amphibians. Annals of the Transvaal Museum, vol. 19, n. 2, p. 153-209 (texte intégral).
- Loveridge, 1947 : Revision of the African lizards of the family Gekkonidae. Bulletin of the Museum of Comparative Zoology, vol. 98, n. 1, p. 1-46 (texte intégral).